# 호박벌
호박벌(Bombus ignitus)은 꿀벌과의 곤충이다.
다른벌들보다 날개를 많이 움직여 날며, 꿀벌과에 속한다.

## 설명
호박벌은 꿀벌과 같은 사회성 곤충이며 꿀벌 다음으로 인간에게 좋은 곤충이기도 하다. 호박벌의 가족에는 여왕벌, 일벌, 수벌이 있다. 여왕벌은 3월 말에서 5월 초순까지 볼 수 있다. 암컷(일벌)은 검은색 털을 바탕으로 엉덩이 부분에는 주황색 털이 있다. 그리고 수컷(수벌)의 경우 노란색의 털을 기본으로 암컷과 마찬가지로 배 맨끝부분엔 주황색 털이 있으며 8월 말에서 10월 초까지 볼 수 있다. 특히 여왕벌은 일벌과 똑같이 생겨서 구별이 힘들지만 4~5월초에는 여왕벌의 크기가 더 크고 색깔이 더욱 진해 구별이 가능하다. 여왕벌은 자신의 수명이 다 하기 전까지 1000마리의 알을 낳는다. 꿀벌과 마찬가지로 수벌은 집에서 꿀만 먹다가 8월에서 10월 초순까지 여왕벌과 짝짓기를 한 뒤 생을 마감한다. 간혹 가다가 10월 코스모스 꽃밭에서 호박벌 수컷 여러마리와 여왕벌을 목격할 수 있다. 수벌은 침이 없어서 맨손으로 만져도 쏘이지 않는다. 11월에서 2월말까지 여왕벌들은 땅 속에서 겨울잠(동면)을 잔다..